# Germán Bula Escobar
Germán Alberto Bula Escobar (Andes, 1954) es un abogado y político colombiano.

## Biografía
Nacido en Andes (Antioquia), creció en Sahagún (Córdoba). Abogado de la Universidad del Rosario, Magíster en Ciencias Económicas de la Universidad Nacional de Colombia. Fue presidente del Concejo de Estado y magistrado de la Sala de Consulta y Servicio Civil. Fue Viceministerio de Trabajo y ministro encargado de trabajo y seguridad social en el gobierno de Belisario Betancur. Además fue ministro de educación en el gobierno de Andrés Pastrana
Se ha desempeñado también como Superintendente del Subsidio Familiar, Gerente del Instituto Colombiano de la Reforma Agraria (INCORA), además presidió la Asociación Colombiana de Pequeños y Medianos Empresarios (ACOPI) y fue embajador de Colombia en Venezuela, entre otros cargos.